# Ибн аль-Фарид
Умар ибн Али ибн аль-Фа́рид  (араб. عمر بن علي بن الفارض‎;
1181, Каир — 1235, Каир) — арабский поэт-суфий, представитель западной ветви суфизма (по прозвищу — «султан аль-ашикин», царь влюблённых).

## Биография
Родился в Каире, в семье выходца из г. Хама (Сирия), исполнявшего обязанности ходатая по делам о разделе имущества (фарид). Отец обучал его основам мусульманского вероучения — шафиитскому (шафииты – сторонники одной из четырёх религиозно-правовых школ, придерживающихся умеренных, компромиссных взглядов) праву – шариату. Позже Фарид обратился к суфизму. Обладающий от природы незаурядной внешностью он таки предпочёл одиночество, надолго уединялся на склонах горы Мокаттам (под Каиром), общаясь только с дикими зверями, занимаясь аскезой и предаваясь размышлениям. После смерти отца, при котором он находился некоторое время, прервав отшельничество, Ибн аль-Фарид вернулся к аскетической жизни и странствиям в поисках истины. Около пятнадцати лет провёл в Мекке, где написал большую часть своих трудов. 
Он не оставил после себя трактатов по теории и практике суфизма, но то небольшое стихотворное наследие, собранное впоследствии его внуком Алием в небольшом «диване» — жемчужина арабской поэзии. Его поэзия полностью суфийская, признан величайшим мистическим поэтом среди арабов. Несколько стихотворений им были написаны в экстазе.
Ещё при жизни Фарид снискал репутацию вали (святого). В Каир возвратился с почётом, как ревностный служитель религии. Читал проповеди в ал-Азхаре, соборной мечети Каира, которые часто посещал египетский султан ал-Камиль, звавший его ко двору, обещая сделать верховным судьей Египта. Но Ибн аль-Фарид отказался от подобной карьеры, предпочтя проникновение в глубины духовной истины.
Наиболее известны произведения: «Ода о вине» и «Большая таийя» — касыда, состоящая из 760 бейтов. Иногда его упрекают за кажущуюся бесцеремонность, с какой поэт проводит параллели между любовью к Богу и любовью плотской. Ради благозвучия стиха он пренебрегал грамотностью. «Диван» имел много комментаторов и издавался на Востоке много раз.
Умер в Каире, был похоронен у подножья горы Мокаттам в «долине немощных». Его могила в мечети ал-Азхар сохранилась и поныне.

## Творчество
Тонкий, впечатлительный человек, не отступавший от канонов аскезы, Ибн аль-Фарид стремился достичь состояния единения с Богом («вахда»). Для обретения такого состояния суфии ограждают себя от мира, умерщвляют плоть, предаются «зикру», т.е. повторению определённых формул, слов, сопровождаемому иногда музыкой, танцами. Этот ритуал помогает пройти путь («тарикат») к конечному состоянию «фана», в котором к суфию приходит откровение («кашф») и его взор озаряется видением Истины. Совершается любовное соитие любящего с Возлюбленной, с Богом. Тема страстной любви, в которой любящий теряет своё «я», пронизывает всю поэзию Ибн аль-Фарида.
Не принимая пищи по несколько дней, он впадал в мистические экстазы, слушал небесные голоса, и в этом состоянии писал стихи. Он несомненно первый среди арабских суфийских поэтов, кто в поэтической форме передал эзотерические, мистические переживания человека на пути к святости.

## Переводы на русский язык
О влюблённые, пусть ночь темна — нам светло от чистого вина,

Эта чаша Кравчим луноликим нам поднесена.

Мы из века в век опьянены, Ликом Кравчего восхищены,

И очей Его сияньем вечным жизнь озарена!

Средь светил мерцающих ходя, ясным светом в полночь исходя,

Опьяняет звезды эта чаша — полная луна.

Этой влагой дух наш опьянен с самых незапамятных времен —

Не была еще лоза в ту пору Ноем взращена!

Что извне увидеть нам дано? — Как сверкает, пенится вино!

Ибо сущность самого экстаза — в нас утаена.

Что извне услышать нам дано? — Только Имя Горнее одно!

Ибо это Имя — в нашем сердце, Им душа пьяна!

Даже те, кто, в немощи души, видят запечатанный кувшин, —

Даже те провидят эту радость, даже в них она!

Если же на спящих мертвым сном брызнешь ты живительным вином, —

Шевельнутся мертвые в гробницах, встанут ото сна!..

/пер. Д. Щедровицкого/
Наиболее известными циклами стихов, выражающих мистические искания Ибн аль-Фарида, являются «Касыда о вине» и «Стезя праведного» (или «Большая таийя»).
«Касыда о вине» представляет собой гимн вину, погружающему человека в состояние отрешенности от мирских дум и забот и близком к «фана». Вино у суфиев — постоянный символ мистического экстаза — «духовного опьянения», его подносит «Кравчий» — сам Бог. Поэтому вино, Кравчий и опьянение, виноградная лоза становятся поэтическими символами суфийского «пути».
«Большая таийя» или «Стезя праведного» Абу ибн аль-Фарида, — касыда, состоящая из 760 бейтов — это уникальное явление в мировой поэзии, психологии и эзотерике. Впервые в поэтической форме переданы переживания человека становящегося святым. Человек это одна из фаз развития Духа. Так же как гусеница трансформируется в куколку, а она в великолепное воздушное создание — бабочку, так и человек, прежде чем достичь вершины своего совершенства, должен пройти несколько стадий развития. Некоторые из этих фаз развития мы знаем: ребёнок становится подростком, а затем взрослым человеком. Но очень редко внутреннее существо человека — сущность растёт одновременно с внешним существом — личностью. Только у весьма немногочисленных людей рост сущности достигает зрелости. И тогда на свет появляется «бабочка» — святой.
Не без Моей всесильной воли неверный повязал «зуннар» —

Но снова снял, не носит боле, с тех пор как истину узнал.

И, если образ благостыни в мечетях часто Я являл,

То и Евангельской святыни Я никогда не оставлял.

Не упразднил Я Книгу Торы, что дал евреям Моисей, —

Ту Книгу мудрых, над которой не спят в теченье ночи всей.

И, коль язычник перед камнем мольбу сердечную излил, —

Не сомневайся в самом главном: что Мною он услышан был…

Известно правое Ученье повсюду, веку испокон,

Имеет высшее значенье любой обряд, любой закон.

Нет ни одной на свете веры, что к заблуждению ведет,

И в каждой — святости примеры прилежно ищущий найдет.

И тот, кто молится светилу, не заблудился до конца:

Оно ведь отблеск сохранило сиянья Моего Лица!

И гебр, боготворивший пламя, что тысячу горело лет,

Благими подтверждал делами, что, сам не зная, чтит Мой свет:

Блистанье Истинного Света его душа узреть смогла,

Но, теплотой его согрета, его за пламя приняла…

Вселенной тайны Мною скрыты, их возвещать Я не хочу,

И мира зримого защита — в том, что о тайнах Я молчу.

Ведь нет такой на свете твари, что высшей цели лишена,

Хотя за жизнь свою едва ли о том помыслит хоть одна!..

/пер. Д. Щедровицкого/
Он пишет о «счастье муки», о священном и неистовом огне любви, в котором может сгореть возлюбленный (как мотылек, летящий на огонь свечи и сгорающий в нём, – ещё один из суфийских образов), о любви, подобной смерти. И эта любовь, эти муки отрешения от своего «я» должны привести к единению с Богом, лицезрению Истины:
Я сам исчез, и только ты одна

Моим глазам, глядящим внутрь, видна.
/здесь и далее — пер. З. Миркиной/

Ибн аль-Фарид, страстно стремившийся к растворению в Боге, оставался мыслителем. Сознание оставалось для него барьером, препятствующим переходу за черту, где происходит полная утрата себя в объекте любви, подлинное единение любящего с Возлюбленной, но и реальная гибель, смерть. Сознание возвращало его к его «я», отрывало от Бога, разрушало единство: 
Когда ж, опомнясь, вижу вновь черты 

Земного мира,— исчезаешь ты.
И Бог — Возлюбленная бросает ему гневный упрек:
Но ты не входишь, ты стоишь вовне,

Не поселился, не живешь во мне.

И мне в себя войти ты не даешь,

И потому все эти клятвы — ложь.

Как страстен ты, как ты велеречив,

Но ты — все ты. Ты есть еще, ты жив.
Было немало суфиев, которые переступали порог жизни и смерти, соединяясь таким образом с Богом, к которому были устремлены. Ибн аль-Фарид, подобно другим мыслителям, пережившим опыт мистического постижения Истины (аль-Газали, Ибн Араби, Ибн Сина), сохранял своё разумное «я» и попытался описать пережитое им состояние близости к Бытию, Единому, Богу. Это переживание помогло ему выработать особое, свойственное суфиям, отношение к миру, понимание себя как личности, понимание веры как веры личной, обретенной в мучительных поисках, а не готовой, предложенной богословами. Эту веру Ибн аль-Фарид готов был отстаивать, отвечая за неё только перед Богом.
И пусть меня отторгнет целый свет!

Его сужденье — суета сует.

Тебе открыт, тебя лишь слышу я,

И только ты — строжайший мой судья.
Глубина переживаний, мысли, выраженные в поэмах Ибн аль-Фарида, эмоциональное напряжение, пронизывающее его стихи, определили их уникальность — они справедливо считаются шедеврами средневековой арабской поэзии.

## В культуре
Произведение Абду-ль-Гани ан-Наблуси «Комментарий к поэзии Ибн аль-Фарида» (Шарх диван ибн-Фарид) рассматривает его творчество.